# صبغ بالفضة
الصبغ بالفضة هي استخدام الفضة لصبغ الأنسجة على الشرائح المجهرية ومن ثمّ تحليلها بتقنية الفصل الكهربائي أو تقنيات أخرى.

## التاريخ
قام الطبيب وعالم الأحياء كاميلو غولجي بتحسين تقنية الصبغ بالفضة لدراسة الجهاز العصبي.
قدّم أيضاً كلا من كاريني و غالياس هذه التقنية كطريقة حساسة للكشف عن كميات البروتين داخل المواد الهلامية (الجل). ثم امتدت التقنية لدراسة العديد من أنواع الجزيئات الضخمة.
وقد شاع استخدام صبغة كوماسي بريلينت بلو للكشف عن كمية البروتينات حتى 50 نانو قرام، ولكن تقنية الصبغ بالفضة استطاعت تقديم كشف أفضل بخمسين مرة.

## الاستخدامات

### معاينة الشرائح المجهرية
تساعد الصبغة في معاينة الأجسام داخل وخارج الخلايا كالدنا والرنا والألياف البيضاء والألياف الشبكية من خلال ترسب جزيئات المعدن على تلك الأجسام.

### علم الأحياء الدقيقة التشخيصي
توجد العديد من الكائنات الحية التي يمكن صبغها بالفضة، كالزائفة والفيلقية والبريمية واللولبية، وفطريات كالمبيضة والمتكيسة والمستخفية.

### تحليل النمط النووي
حيث تتشبع بعض الجسيمات بالصبغة وتظل بعض الجسيمات غيرمصبوغة مما يساعد في التمييز بين الكروموسومات

### تحليل المواد الهلامية (الجل)
إذ يمكن من خلال الصبغة الكشف عن العديد من الجسيمات كالأحماض النووية والبروتينات في الهلام.

### في الفن
تستخدم الصبغة في تلوين الزجاج، حيث تنتج ألوان ودرجات كهرمانية، بنية وصفراء. كما تعطي تلويناً واقعياً للشعر، حيث استخدمت في بعض اللوحات منذ القرن الرابع عشر.

## صبغة الفضة وتقنيات أخرى

### صبغة الفضة والميثامين
توجد العديد من صبغات الفضة التي توظف مادة الميثامين، من بينها:
- صبغة جروكت، تستخدم بشكل أساسي في دراسة الفطريات.
- صبغة جونز، تستخدم لمعاينة الغشاء القاعدي.

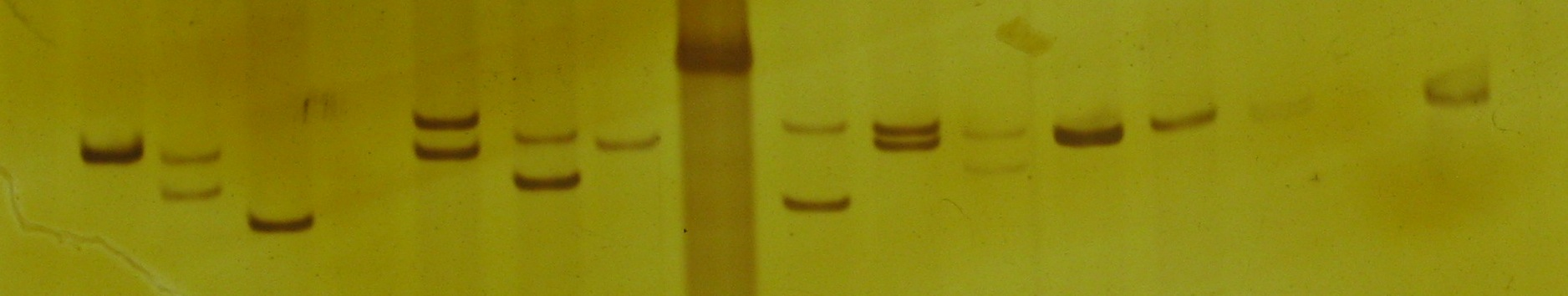
الصبغ بالفضة في تحليل الحمض النووي.
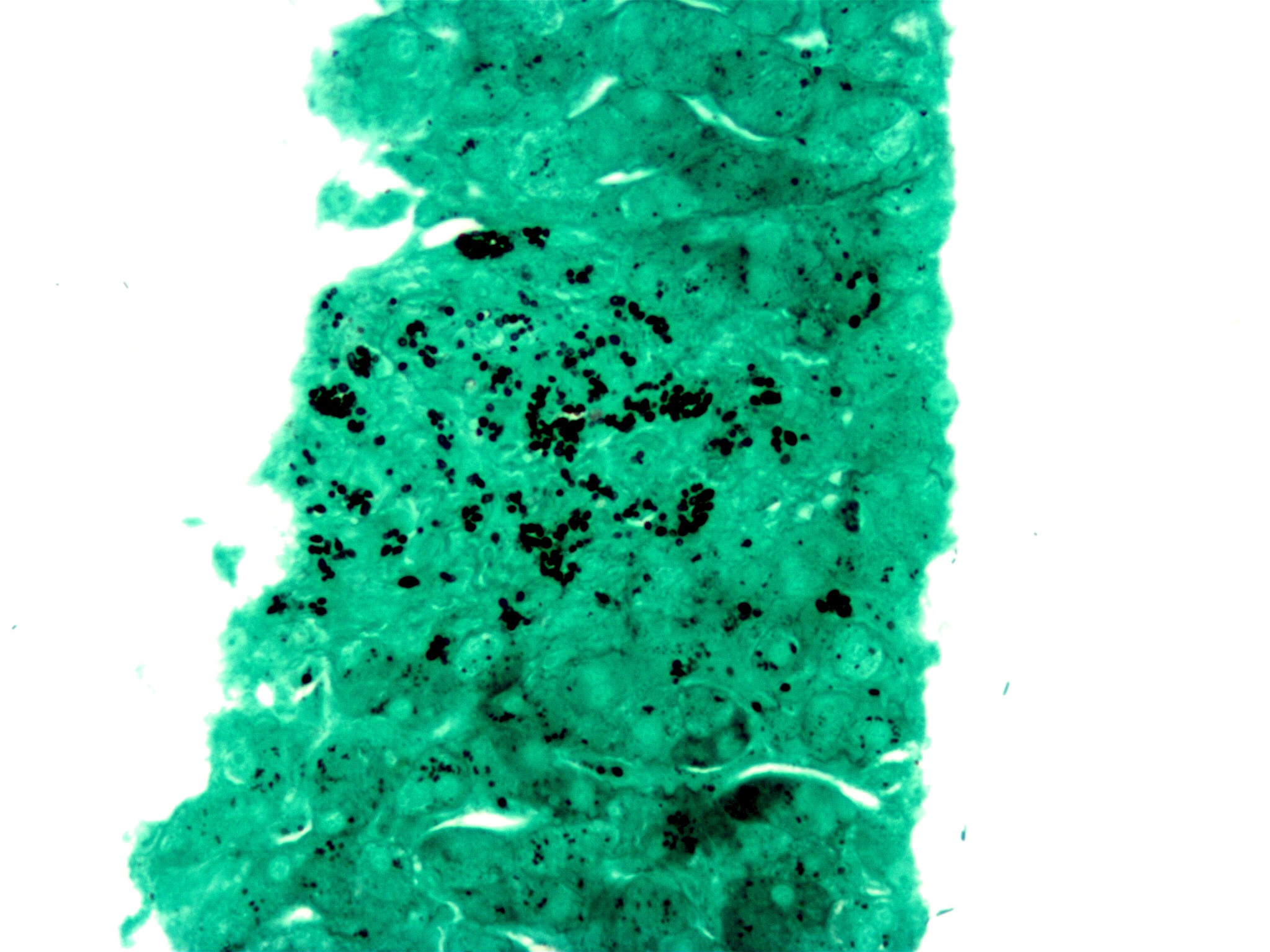
الصبغ بالفضة في معاينة فطر النوسجة (الدوائر السوداء).